# 躁鬱 SO・UTSU
『躁鬱 SO・UTSU 』は、早瀬優香子の1枚目のオリジナルアルバム（デビューアルバム）。1986年01月21日にシックスティレコード（販売元は日本フォノグラム）より発売された。

## 概要
- 当時おニャン子クラブ でヒットしていた秋元康がトータルプロデュース。1曲を除いて全ての作詞を担当。
- 堤幸彦ディレクターによる映像集『躁鬱 SO・UTSU』（VIDEO/LD）も発売された。
- ペンネーム“CECILE”名義で、早瀬優香子本人が1曲（「Le CABARET」）作詞。
- 1992年に発売されたレコード会社企画によるベスト盤『躁鬱・決定版』とは別アルバム（一部内容が異なる）
- エグゼクティブ・プロデューサーは現NexTone取締役会長の三野明洋（このアルバムから6枚目の『TOMORROW MOON』まで担当）

## 収録曲
1. TROIS QUARTS 
  - 作詞：秋元康／作曲：桐ヶ谷仁／編曲：西平彰

※フランス語で3/4という意味。
2. サディスト
  - 作詞：秋元康／作曲：見岳章／編曲：西平彰
3. サルトルで眠れない
  - 作詞：秋元康／作曲：大村憲司／編曲：西平彰

※1985年4月に発売された野崎沙穂『沙穂』の4曲目に収録されていた同曲のカヴァー。
4. ピンクのCHAPEAU
  - 作詞：秋元康／作曲：MAYUMI／編曲：西平彰
5. 去年マリエンバードで
  - 作詞：秋元康／作曲：亀井登志夫／編曲：西平彰

※同タイトルの映画がある。
6. 蟻
  - 作詞：秋元康／作曲：見岳章／編曲：西平彰／唄：堀内孝仁

※当時同じレコード会社所属であった堀内孝仁とデュエットした楽曲。
7. Le CABARET
  - 作詞：CECILE／作曲：原田真二／編曲：西平彰
8. セシルはセシル
  - 作詞：秋元康／作曲：MAYUMI／編曲：西平彰

※2008年に安藤裕子がシングル『パラレル』のカップリングでこの曲をカヴァーした。
9. 水曜日までに死にたいの
  - 作詞：秋元康／作曲：原田真二／編曲：西平彰
10. ララバイ
  - 作詞：秋元康／作曲：財津和夫／編曲：西平彰

## クレジット
- Producer：三野明洋
- Dramatist：秋元康
- 演奏：西平彰、松井隆雄
- Recording Engineer：藤野成喜
- Mixing Engineer：BRUCE LAMPCOV

Assisted：STEVE BOYER、DONALD RODENBACH
- Artist Management：六月劇場
- Recorded：PHONOGRAM STUDIO
- Mixed：POWER STATION in NEW YORK

- Art Director：児玉敦
- Designer：保田薫
- Photographer：山内順仁

## 発売形態
| 形態 | 発売日         | 品番      | 発売元                                                                               | 備考 |
| ---- | -------------- | --------- | ------------------------------------------------------------------------------------ | --- |
| LP   | 1986年01月21日 | 28SL-3    | SIXTY RECORDS 販売元：日本フォノグラム                                               | シングル「サルトルで眠れない」と同じ写真。 |
| LP   | 2024年06月24日 | PROT-7273 | ユニバーサルミュージック合同会社 販売元：ローソンエンタテインメント(HMV record shop) | 【LP再発】 |
| CT   | 1986年01月21日 | 28ST-3    | SIXTY RECORDS 販売元：日本フォノグラム                                               | シングル「サルトルで眠れない」と同じ写真。 |
| CD   | 1986年01月21日 | 32SD-3    | SIXTY RECORDS 販売元：日本フォノグラム                                               | LP/CTとは別写真。歌詞カードが初期版では黒字印刷、2ndプレスは赤字印刷。 |
| CD   | 2018年02月07日 | PROT-1227 | ユニバーサルミュージック合同会社 販売元：タワーレコード                              | 【CD再発】 ※2018年デジタル・リマスタリング。タワーレコード限定（Tower To The People）の再発売。11曲目にボーナストラックとして「硝子のレプリカント」を追加収録。ジャケットはLP版とCD版を封入。CD歌詞カードは黒字印刷版を再現。 |